# Ismaël Kabacé Samoura
Pour les articles homonymes, voir Samoura.
Ismaël Kabacé Samoura, né le 5 août 1952 à Faranah en Guinée, est un enseignant d'histoire contemporaine et activiste politique guinéen,.
Depuis le 22 janvier 2022, il est conseiller au sein du Conseil national de la transition dirigé par Dansa Kourouma.

## Biographie
Directeur adjoint chargé du service pédagogique et des ressources humaines du centre de recherches appliquées et de prestation de services en 2004 et depuis 2005, directeur des relations extérieures et de la coopération internationale de l'université Général Lansana Conté de Sonfonia cumulativement dès 2018, il est conseiller du Recteur chargé de la coopération internationale.
En 2021, il est le président de la plateforme des citoyens unis pour le développement (PCUD).
Le 22 janvier 2022, il est nommé par décret membre du Conseil national de la transition  en tant que représentant du secteur informel et métiers.